# Фогартах мак Куммаскайг
Фогартах мак Куммаскайг (др.‑ирл. Fogartach mac Cummascaig; погиб в 786) — король Лагора (Южной Бреги; 785—786) из рода Сил Аэдо Слане.

## Биография
Фогартах был сыном Куммаскаха и внуком верховного короля Ирландии Фогартаха мак Нейлла. Он принадлежал к Уи Хернайг, одной из двух основных ветвей рода Сил Аэдо Слане.
По свидетельству ирландских анналов, верховный король Ирландии Доннхад Миди в 778 году подчинил своей власти правителей Бреги. В 781 году около Риги произошло сражение между брегцами и войском лейнстерского септа Уи Гаррхон, правитель которого, король Ку Хонгалт, пал на поле боя. В этом походе воинов из Южной Бреги возглавляли король Маэл Дуйн мак Фергуса и его двоюродный брат Фогартах мак Куммаскайг, а воинов Северной Бреги — король Наута и всей Бреги Диармайт мак Конайнг и его родственник Конайнг мак Дунгайл. Точно неизвестно, был ли этот конфликт спровоцирован Доннхадом Миди, о котором исторические источники сообщают, что в 780 году тот совершил поход в Лейнстер и затем заключил мир, или нет. Возможно, что причиной сражения при Риге были пограничные споры между брегцами и лейнстерцами. Историки отмечают, что война 781 года была одним из немногих событий, в которых жители Лагора и Наута выступили совместно против общего врага.
Фогартах мак Куммаскайг унаследовал престол Лагора в 785 году после смерти короля Маэл Дуйна мак Фергусы. В анналах Фогартах упоминался с титулом «король Лох-Габора» (др.‑ирл. rí Locha Gabor).
В 786 году людьми из Сил Аэдо Слане был убит Фебордайт, настоятель аббатства Туйлен. Мстя за это преступление, верховный король Ирландии Доннхад Миди вторгся в Брегу и около Лиа Финне (современного Ноббера) разгромил соединённое войско правителей Лагора и Наута. В сражении пали король Фогартах мак Куммаскайг, правитель Наута Диармайт мак Конайнг и его родственник Конайнг мак Дунлайнге.
После гибели Фогартаха мак Куммаскайга престол Лагора унаследовал его сын Куммасках мак Фогартайг. Фогартах также был отцом Келлаха и Фалломона (умер в 825 году).